# 게임 아츠
주식회사 게임 아츠(株式会社ゲームアーツ, Game Arts Co., Ltd.)는 일본의 비디오 게임 개발사 및 배급사이다. 1985년 설립됐으며 본사는 도쿄 지요다구에 위치한다.
대표작으로 슈팅 게임 《실피드》, 롤플레잉 비디오 게임 《루나》 및 《그란디아》, 전략 게임 《건그리폰》이 있다. 다른 대규모 배급사 반다이 남코, 스퀘어 에닉스, 코에이 테크모, 겅호 온라인 엔터테인먼트 등과 협업하는 것이 보통이다.

## 역사
게임 아츠는 본래 1985년 3월 2일, 미야지 타케시와 미야지 요이치가 공동으로 설립한 컴퓨터 소프트웨어 제작전문 기업이었다. 이후 가정용 게임기 및 휴대용 게임기로 게임 제작하는 것으로 확장해 주력 사업이 됐다.
2008년 닌텐도의 Wii 격투 게임 《대난투 스매시 브라더스 X》에 게임 아츠의 일부 직원들이 참여해 공동 개발했다. 2009년 4월 22일, 《그란디아 온라인》 발매 기념으로 《그란디아》 1편의 플레이스테이션 이식판을 플레이스테이션 네트워크로 일본 지역에 디지털 재발매했다.

## 출시 역사
- 실피드 (비디오 게임)
- 젤리아드
- 아리시아 드라군
- 루나: 더 실버 스타
- 그란디아 (비디오 게임)
- 실피드: 더 로스트 플래닛